# Metroid Prime 2: Echoes
Metroid Prime 2: Echoes, Metroid Prime 2: Dark Echoes (メトロイドプライム2 ダークエコーズ?, Metoroido Puraimu 2: Dāku Ekōzu) in Giappone e Corea del Sud, è il secondo capitolo per GameCube della serie Metroid e, come i precedenti, ha come protagonista la famosa cacciatrice di taglie Samus Aran, impegnata in pericolose missioni su pianeti lontani. È il primo videogioco di Metroid ad avere una modalità multigiocatore. Cronologicamente è situato tra Metroid Prime Hunters e Metroid Prime 3: Corruption.

## Trama
Samus Aran, ormai nota cacciatrice di taglie della Federazione Galattica, riceve una richiesta dalla Federazione di recarsi su Aether per verificare un messaggio di soccorso inviato da parte di alcune truppe che, inseguendo un vascello dei pirati spaziali sul pianeta, sono stati colpiti da una tempesta oscura che ha provocato un guasto alla navetta. A causa dei danni, sia i pirati che le truppe della Federazione sono atterrate su Aether. Qui, vengono assaliti da strane creature oscure...
Durante il viaggio, anche Samus viene colta da una tempesta ed è costretta a procedere a piedi fino alla navetta delle truppe. Scopre però che le truppe sono state massacrate da una razza aliena non identificata che si muoveva attraverso portali oscuri.
Samus finisce accidentalmente in un portale, dove viene assaltata da alcuni mostri, che le sottraggono parte del suo arsenale tecnologico e da una forma umanoide che somiglia vagamente a Samus (Più tardi, infatti, scoprirà che è in realtà la creatura uscita dal Metroid Prime nel primo capitolo dopo aver assorbito la sua tuta Phazon, il quale spiegherà la sua incontenibile sete di Phazon, che ruberà avidamente da una base dei pirati spaziali sul pianeta).
Mentre controlla la zona vicino all'accampamento della Federazione, la cacciatrice incontra U-Mos, una sentinella Luminoth. Egli le racconta che i Luminoth vengono dalle stelle e avevano scelto Aether come nuova casa; ma un giorno un grosso oggetto si scagliò contro Aether causando uno "shock" al pianeta che creò un doppione di Aether in una dimensione parallela. Il doppione però presentava un'atmosfera malsana e paludi avvelenate, da cui prese il nome di Aether Oscuro. Anche l'energia del pianeta venne divisa a metà tra i due pianeti. Inoltre, una razza di Aether Oscuro, gli Ing ("terrore" in lingua Luminoth) era arrivata su Aether e aveva rubato l'energia planetaria racchiusa in tre templi; i Luminoth crearono portali dimensionali per attaccare gli Ing, ma i risultati furono disastrosi. U-Mos è l'unico Luminoth vivo che custodisce il Grande Tempio e alcuni bozzoli contenenti Luminoth dormienti; egli chiede a Samus di recarsi nei tre templi oscuri e recuperare l'energia rubata. Samus accetta l'incarico e comincia a cercare i suoi potenziamenti rubati attraverso i portali oscuri, mentre recupera parte dell'energia del pianeta, dopodiché cerca le sacre chiavi del Tempio del Cielo per distruggere la controparte di Aether e salvare il mondo. Infine, recupera l'ultimo Modulo Trasferimento Energia, messo a guardia dal sovrano di Aether Oscuro, l'"Imperatore Ing", nel Tempio del Cielo, la controparte del Grande Tempio di U-Mos. Dopo averlo ucciso, durante la sua fuga dalla dimensione parallela, si scontra un'altra volta con Samus Oscura, divenuta quasi imbattibile, grazie all'ingente quantità di Phazon che ha assorbito. Dopo un duro scontro, Samus la sconfigge e fugge dal portale, mentre Aether Oscuro, privo di energia e completamente instabile, implode su sé stesso e viene definitivamente cancellato. Nella sequenza finale, Samus ritorna al Grande Tempio e viene ringraziata dai Luminoth, mentre ritorna alla sua astronave per ripartire. Sempre nella sequenza finale, se il gioco viene completato al 100% si può vedere Samus Oscura che si ricompone da alcune molecole di Phazon in mezzo all'orbita del pianeta, e pronta a vendicarsi di Samus (Metroid Prime 3: Corruption)

## Accoglienza
Metroid Prime 2: Echoes è stato acclamato dalla critica. Confrontandolo con Metroid Prime, Brad Shoemaker di GameSpot ha affermato che Echoes era buono come il suo predecessore e soddisfaceva le aspettative. Matt Casamassina di IGN ha definito il gameplay "superbo" e "quasi impeccabile", e Vicious Sid di GamePro ha elogiato Echoes definendolo "uno straordinario ritorno". Echoes è stato considerato da Kristan Reed di Eurogamer una delle migliori esperienze per giocatore singolo sul GameCube, che riteneva anche la storia "progettata in modo complesso e costruita in modo elaborato in un ambiente coerente". GameSpot e IGN hanno elogiato l'avventura lunga e gratificante e hanno apprezzato le 20 ore minime richieste per completare il gioco. Il gioco è stato ritenuto adatto a giocatori di qualsiasi età da Computer and Video Games, che ha definito Echoes essenziale per chiunque possedesse un GameCube. La dinamica del tema tra luce e oscurità è stata lodata da GamePro, insieme alla modalità multiplayer "semplice, bizzarra e ridicolmente avvincente".
La grafica e il design di Echoes hanno ricevuto elogi significativi; GameSpot lo ha considerato uno dei migliori sul GameCube e IGN lo ha definito "splendido" e "uno dei titoli GameCube più belli". Nick Gillett di The Guardian ha trovato il gioco divertente e ha affermato che le sue mappe, il terreno e le creature presenti hanno reso il gioco un'incredibile avventura spaziale epica Bryn Williams di GameSpy si è complimentato con i controlli del gioco e il design dei livelli, dichiarando che era impegnativo ma onesto.
Una delle principali critiche a Echoes si è focalizzata sull'elevata difficoltà del gioco: Game Informer che dichiara che "non solo i combattimenti con i boss non perdonano, ma l'ambiente a volte è difficile da seguire". Alcuni revisori hanno trovato difficile la ricerca delle chiavi. GameSpot ha criticato questo meccanismo e lo ha definito "una caccia al tesoro molto più dura del resto del gioco", e 1UP.com ha affermato che il suo unico scopo era quello di estendere artificiosamente la lunghezza del gioco. Anche la modalità multiplayer è stata considerata da alcuni insoddisfacente. GameSpy l'ha definita una "caratteristica secondaria", Jason Hill di The Age l'ha ritenuta "insipida e noiosa" ed Eurogamer ha affermato che le funzionalità per giocatore singolo non si sono tradotte bene in quella modalità. Game Informer ha criticato la modalità multiplayer a causa della sua inclusione del meccanismo di blocco, considerandola una caratteristica che ha reso il multiplayer troppo semplice.
IGN è stato critico nei confronti della grafica di Echoes e ha notato che le texture a volte risultavano sfocate se viste da vicino e il frame rate occasionalmente diminuiva. Alcune testate tra cui IGN e The Independent hanno considerato il gameplay troppo simile a Metroid Prime, mentre GamePro ha criticato il fatto che il gioco non avesse uno schema di controllo personalizzabile. Computer and Video Games e The Age sono rimasti delusi dal fatto che Echoes non fosse innovativo in termini di gameplay come Metroid Prime. La recensione di The Age ha anche trovato lo schema di controllo "ingombrante" e la difficoltà "implacabile". Serge Pennings di The Observer ha notato che c'erano troppo poche opportunità per salvare il gioco durante la partita, un aspetto che anche X-Play ha criticato dicendo che la maggior parte della difficoltà del gioco era "perché il sistema di salvataggio è scarsamente implementato".

### Premi
Echoes ha vinto un premio in quasi tutte le categorie per cui è stato nominato ai Nintendo Power Awards del 2004 e ha vinto premi per il miglior gioco GameCube del 2004 da Electronic Gaming Monthly, e GameSpy. Il gioco ha ricevuto un secondo posto nella categoria "Miglior gioco di avventura d'azione" di GameSpot del 2004 su tutte le piattaforme. È stato valutato il 174º miglior gioco realizzato su una console Nintendo nella lista dei 200 migliori giochi di Nintendo Power, il 74º miglior gioco dagli utenti di GameFAQs, il 15º miglior gioco per GameCube da IGN e il 13º da GameSpy.

### Vendite
Echoes ha venduto 470 000 copie in Nord America nel dicembre 2004. È stato il nono gioco più venduto nel suo mese di debutto in Giappone con 16 105 copie vendute, classificandolo dietro Yu Yu Hakusho Forever e Hanjuku Hero 4: 7-Jin no Hanjuku Hero. Ad agosto 2009, 800 000 copie erano state vendute in tutto il mondo.